# Alden Ehrenreich
Alden Caleb Ehrenreich (Los Ángeles, California, 22 de noviembre de 1989) es un actor estadounidense.

## Primeros años
Alden Ehrenreich nació en Los Ángeles, California el 22 de noviembre de 1989.
Su madre, Sari Ehrenreich, es una diseñadora de interiores, y su padrastro es un ortodoncista. Se crio en el judaísmo reconstruccionista.
Ehrenreich comenzó a actuar a la escuela primaria en Palisades en Pacific Palisades, California, y continuó haciéndolo en Crossroads School en Santa Mónica, California.

## Carrera
Ehrenreich fue descubierto en el bar mitzvah de un amigo de Steven Spielberg, cuando Spielberg vio una película de comedia corta en la que Alden a la edad de 14 años había actuado.
En una entrevista, Ehrenreich describe la actuación de comedia que dio en la película: «Iba correteando como un vándalo, probándome ropa de chicas y comiendo tierra». La reunión con Spielberg le llevó a conseguir varios papeles en programas de televisión.
En 2007, Ehrenreich hizo una audición y obtuvo el papel de Bennie Tetrocini en la película Tetro de Francis Ford Coppola. Coppola pidió a Ehrenreich leer un pasaje de El guardián entre el centeno para su audición principal.
Vivió en Nueva York, y se especializó en arte dramático en la Universidad de Nueva York. En 2009, fundó la compañía de teatro y  cine The Collectin junto a Zoe Worth.
En abril de 2012, reemplazó a Jack O'Connell en el papel de Ethan Wate en la película estadounidense Beautiful Creatures, que es la adaptación del exitoso libro de Kami García y Margaret Stohl. En 2016, se oficializó su fichaje por la saga Star Wars para encarnar al joven Han Solo.

## Filmografía

### Películas
| Año  | Título                              | Rol                                    | Notas          |
| ---- | ----------------------------------- | -------------------------------------- | -------------- |
| 2008 | Switcheroo!                         | Dan                                    | Cortometraje.  |
| 2009 | Tetro                               | Bennie                                 |                |
| 2009 | Greased                             | Ben                                    | Cortometraje.  |
| 2010 | Somewhere                           | Actor en una fiesta                    | Sin acreditar. |
| 2010 | Ten Fingers                         | Harry                                  | Cortometraje.  |
| 2011 | Twixt                               | Flamingo                               |                |
| 2011 | A Dentist                           | Alan Goldenberg                        | Cortometraje.  |
| 2013 | Stoker                              | Whip                                   |                |
| 2013 | Beautiful Creatures                 | Ethan Wate                             |                |
| 2013 | Teenage                             | Adolescente de los años cuarenta       | Documental.    |
| 2013 | Blue Jasmine                        | Danny                                  |                |
| 2013 | Maple Leaves                        | Jesse                                  | Cortometraje.  |
| 2015 | Running Wild                        | Eli                                    |                |
| 2016 | Hail, Caesar!                       | Hobie Doyle                            |                |
| 2016 | Rules Don't Apply                   | Frank Forbes                           |                |
| 2016 | The Yellow Birds                    | Brandon Bartle                         |                |
| 2018 | Han Solo: una historia de Star Wars | Han Solo                               |                |
| 2023 | Cocaine Bear                        | Eddie White                            |                |
| 2023 | Oppenheimer                         | Ayudante en el Senado de Lewis Strauss |                |
| 2023 | Juego limpio                        | Lucas "Luke" Edmunds                   |                |
| 2025 | Weapons                             | Paul                                   |                |

### Televisión
| Año  | Título                         | Rol                                     | Notas                                                    |
| ---- | ------------------------------ | --------------------------------------- | -------------------------------------------------------- |
| 2005 | Supernatural                   | Ben Collins                             | Episodio: "Wendigo"                                      |
| 2006 | CSI: Crime Scene Investigation | Sven                                    | Episodio: "Built to Kill, Part 2"                        |
| 2020 | Brave New World                | John el Salvaje                         | Serie basada en el libro Un mundo feliz de Aldous Huxley |
| 2025 | Ironheart                      | Joe McGillicuddy / Ezekiel "Zeke" Stane | Próxima miniserie                                        |